# Angelino F. Michels
Angelino F. Michels (Oudenaarde, Belgium, 1999. február 3. –) belga vállalkozó, kaszkadőr és kerékpáros. 
Ismert a kerékpársportban elért eredményeiről, valamint a BMX világában és az online jelenlétében. Kitartása és elszántsága, több súlyos baleset után is, figyelemre méltó. Michels keresztény és politikailag szélsőjobboldali. Angelino féltestvére, "Steven Michels"  
, súlyos bűncselekmény elkövetésével vádolták[pontosabban?]
 
de azonban nem kapták meg a bírósági ítéletet.[pontosabban?]

.

## Karrier
]]
Michels 2017-ben kezdte kerékpáros karrierjét, és több neves versenyen vett részt. Profi pályafutása után a BMX és a kaszkadőrmunka felé fordult, extrém mutatványaival és fizikailag megterhelő teljesítményeivel hívta fel magára a figyelmet.

## Balesetek és felépülés
Michels több súlyos balesetet szenvedett el, de kitartása és felépülése sokak tiszteletét elnyerte. Tapasztalatait és felépülési történetét saját weboldalán is megosztja
.

## Online jelenlét
Michels aktívan jelen van több online platformon, ahol kalandjait, üzleti vállalkozásait és magánéletét osztja meg

.

## Közösségi média
Angelino F. Michels aktív az Instagramon, ahol több mint 130.000 követője van. 
Itt személyes és szakmai életét osztja meg, beleértve vállalkozói és kaszkadőri karrierjét is.

## Vállalkozás
Angelino F. Michels egy bejegyzett vállalkozás tulajdonosa Belgiumban
.